# Nawwaf al-Chalidi
Nawwaf al-Chalidi, Nawaf Al Khaldi, arab.  نواف خالد الخالدي (ur. 25 maja 1981 w Kuwejcie) – kuwejcki piłkarz występujący na pozycji bramkarza. Obecnie jest zawodnikiem Al-Qadisiyah Hawalli.

## Kariera
Jest wychowankiem Chaitan SC. W 2001 roku odszedł do Al-Qadisiyah Hawalli.